# Блеферопластика
Блеферопластиката (от гръцки блеферон – клепач и пласейн – оформям) е операция в пластичната хирургия, чиято цел е корекция на дефекти, увреждания и деформации на клепачите и естетично модифициране на областта около очите. Чрез изрязване или препозициониране (или и двете) на тъкани, като мастни натрупвания и кожа, а също чрез подсилване на мускулни и сужожилни тъкани блеферопластичната процедура решава функционални и козметични проблеми в региона на периорбитата между горния край на бузите и веждите. Тези процедури са по-обичайни при жените, които съставляват около 85% от подложилите се през 2014 г. в САЩ и около 88% във Великобритания.
Оперативната цел на една блеферопласична процедура е възстановяване на правилното функциониране и естетиката чрез отстраняване на излишната кожа от клепача, заглаждане на подлежащите мускули, притягане на поддържащите структури, резекция и възстановяване на излишните мастни тъкани от региона около очите за да се получи гладък аматомичен преход от долния клепач към бузата.
В случая на далекоизточната блеферопластика процедурата е различна. При младите пациенти целта е да се създаде супратарзална гънка (операция за „двоен клепач“), докато при възрастни пациенти целта е да се създаде или повдигне супратарзалната гънка и да се изреже излишната кожа от клепача.

## Медицински показания
Преди операцията се прави обстойно се проучва медицинската и хирургичната история, а също и физически преглед на пациента и най-вече на периорбиталната област (от веждите до бузите и носа) за да се определи дали той/тя може безопасно да премине блеферопластичната процедура и да се прецени възможността за реално получаване на желаните функционални и естетични резултати. В областта на долния клепач блеферопластиката може успешно да реши проблеми като излишна кожа на клепача, отпуснаност на мускулите от орбиталния септум, излишна подкожна мастна тъкан, неправилна позиция на долния клепач, издатина до вътрешния ъгъл на окото.
Що се отнася до горния клепач блеферопластиката може да реши проблеми с намаленото периферно зрение, причинени от отпусната кожа на горния клепач, когато тя се прегъне надолу през миглите. Такова намаляване на горната и външната част от полезрението може да създаде неудобство с такива ежедневни дейности като шофиране и четене.

## Козметични показания
В далечния Изток и особено в Южна Корея особено популярна е операцията на клепачите. Това се дължи на простотата, достъпността и дълготрайния ефект от операцията. Тя обикновено отнема между половин и един час, като след това не се налага хоспитализация, а конците се отстраняват от петия до седмия ден след процедурата. С това Южна Корея привлича много чужденци, желаещи бърза и лесна корекция на клепачите. Хората се подлагат на операцията, защото намират двойният клепач за по-привлекателен от азиатския с единична гънка, като придава на лицето по-приятелски и дружелюбен вид.

## История
Тези техники започват своето развитие още в древността. Гърците и римляните събират писанията за всичко, което са знаели за тези процедури. Авъл Корнелий Целз, римлянин от първи век описва ексцизията на кожа, за да се отпусне клепача в своята книга De Medicina.
Карл-Фердинанд фон Грефе измисля понятието блеферопластика през 1818 г., когато такива техники са използвани за корекции на клепачи, деформирани от рак.